# Katsushika Oi

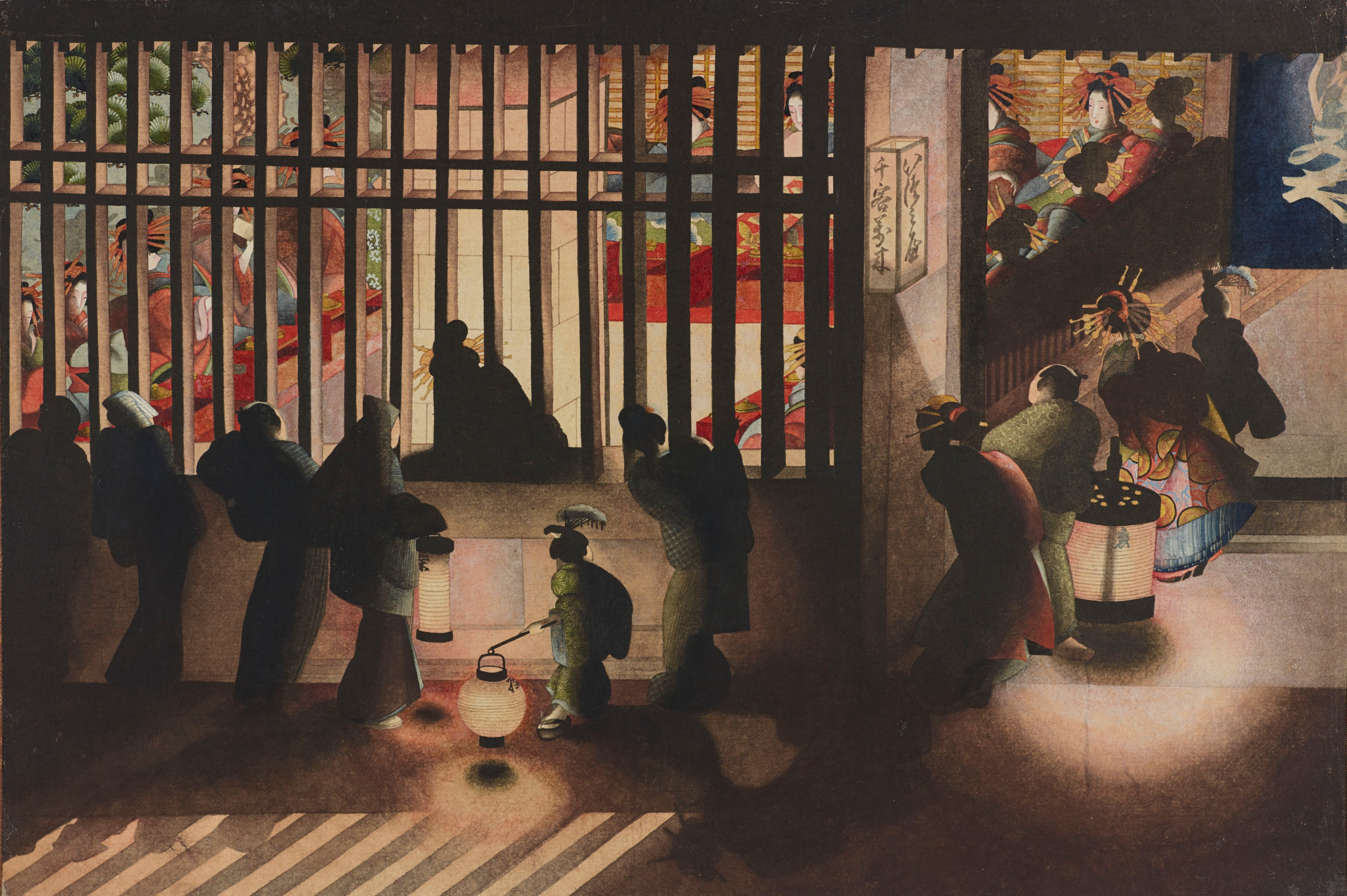
Nachtelijk tafereel in Yoshiwara (吉 原 格子 先 之 図) door Katsushika Oi

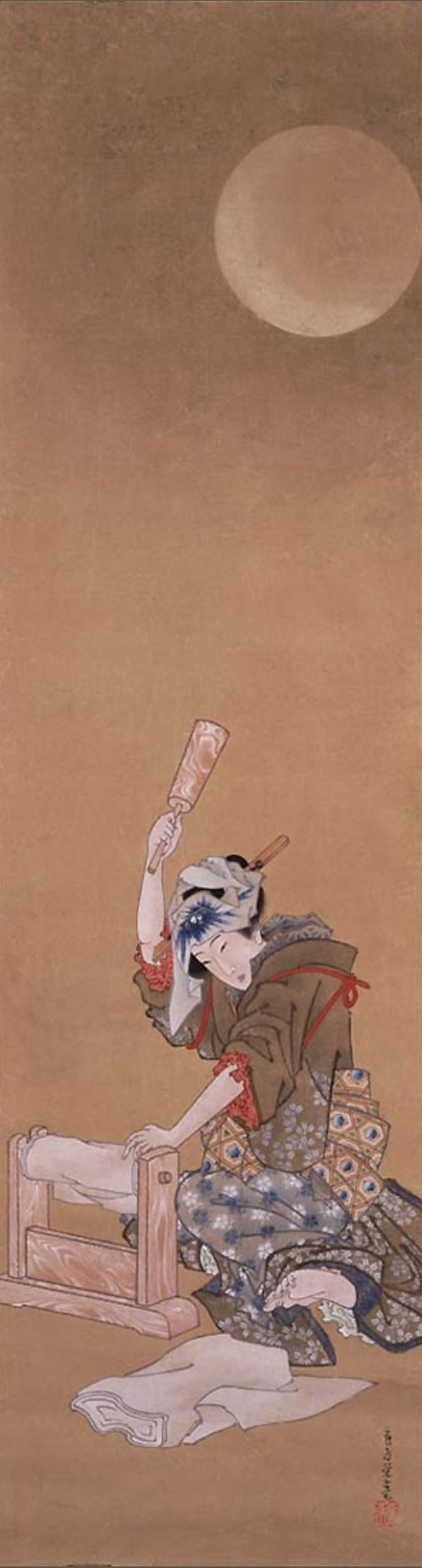
Kinuta of Schoonheid volt een doek in het maanlicht

Katsushika Oi (葛飾 応為, ca. 1800 - ca. 1866), ook bekend als Ei of Eijo, was een Japanse ukiyo-e-kunstenaar uit de laat-19e-eeuwse Edo-periode. Haar moeder was de tweede vrouw van Hokusai. Oi was een volleerd schilder en werkte onder meer als assistent van haar vader.

## Biografie
Oi was een dochter van de beroemde kunstenaar Katsushika Hokusai (1760-1849). Hokusai was tweemaal gehuwd; Oi werd geboren tijdens zijn tweede huwelijk met Kotome, toen hij 37 was. Zij had nog een broer en mogelijk ook nog een zuster. Er waren ook kinderen uit het eerdere huwelijk van Hokusai. Al haar (half)zusters werkten samen met Hokusai omdat een opleiding buitenshuis niet voor vrouwen toegankelijk was. Haar broer handelde in spiegels.
Oi trouwde rond 1824 met de kunstenaar Minamisawa Tomei, een leerling van Hokusai. Het huwelijk was niet bepaald harmonisch en zij vond hem een lachwekkend slechte kunstenaar. Het echtpaar scheidde rond 1827. Oi keerde terug naar het huis van haar vader en bleef verder ongehuwd. Oi assisteerde vanaf dat moment haar vader met zijn kunst en ging ook haar eigen kunst maken. Hokusai schijnt over haar bijin-ga-portretten gezegd te hebben dat de bijin-ga die hijzelf schilderde niet konden tippen aan die van Oi. De moeder van Oi overleed rond 1828. Hoe het Oi verging na het overlijden van haar vader in 1849 is niet bekend.
Oi had niet alleen het talent van haar vader, maar ook zijn vrije geest. Beiden gaven niets om materiële rijkdom en het huishouden. Oi en haar vader schilderden de hele dag, en omdat geen van beiden eten kookte, kochten ze kant-en-klaar voedsel op een markt in de buurt. Als hun huis niet meer leefbaar bleek, zochten ze een andere plek om te gaan wonen.
Een leerling van Hokusai, Tsuyuki Iitsu, beschreef Oi als een excentrieke persoonlijkheid, net zoals haar vader. Ook had zij volgens hem een menslievende inborst: ze wilde graag een vrouwelijke xian-wijze worden, een verlicht persoon volgens het taoisme.

## Werken
Oi's talent lag vooral in kalligrafie en bijin-ga (afbeeldingen van mooie vrouwen). Hieronder een lijst van haar werken.
- Kinuta of Schoonheid volt een doek in het maanlicht (datum onbekend) — Houtsnede. Tokyo National Museum.
- Nachtelijk tafereel in Yoshiwara (datum onbekend) — Ota-museum voor ukiyo-e. Dit is een afbeelding van mannen die door een hekwerk prostituees in een bordeel bekijken.[1]
- Schoonheid van een lentenacht (datum onbekend) — Menard Art Museum.
- Honderd ogen (datum onbekend) — Hokusai-museum.
- De berg Fuji achter een bamboebos (datum onbekend) — Hangende rol; inkt en kleur op zijde. Hokusai-museum.
- Drie vrouwen spelen op muziekinstrumenten (ca. 1818-1844) – Hangende rol; inkt en kleur op zijde. Museum of Fine Arts, Boston.
- Operatie van de arm van Guanyu (ca.  1818-1854) — Hangende rol; inkt, kleur en bladgoud op zijde. – Cleveland Museum of Art. Op deze plaat wordt de arm van de krijger geopereerd, om het pijlgif met het bloed eruit te laten lopen.

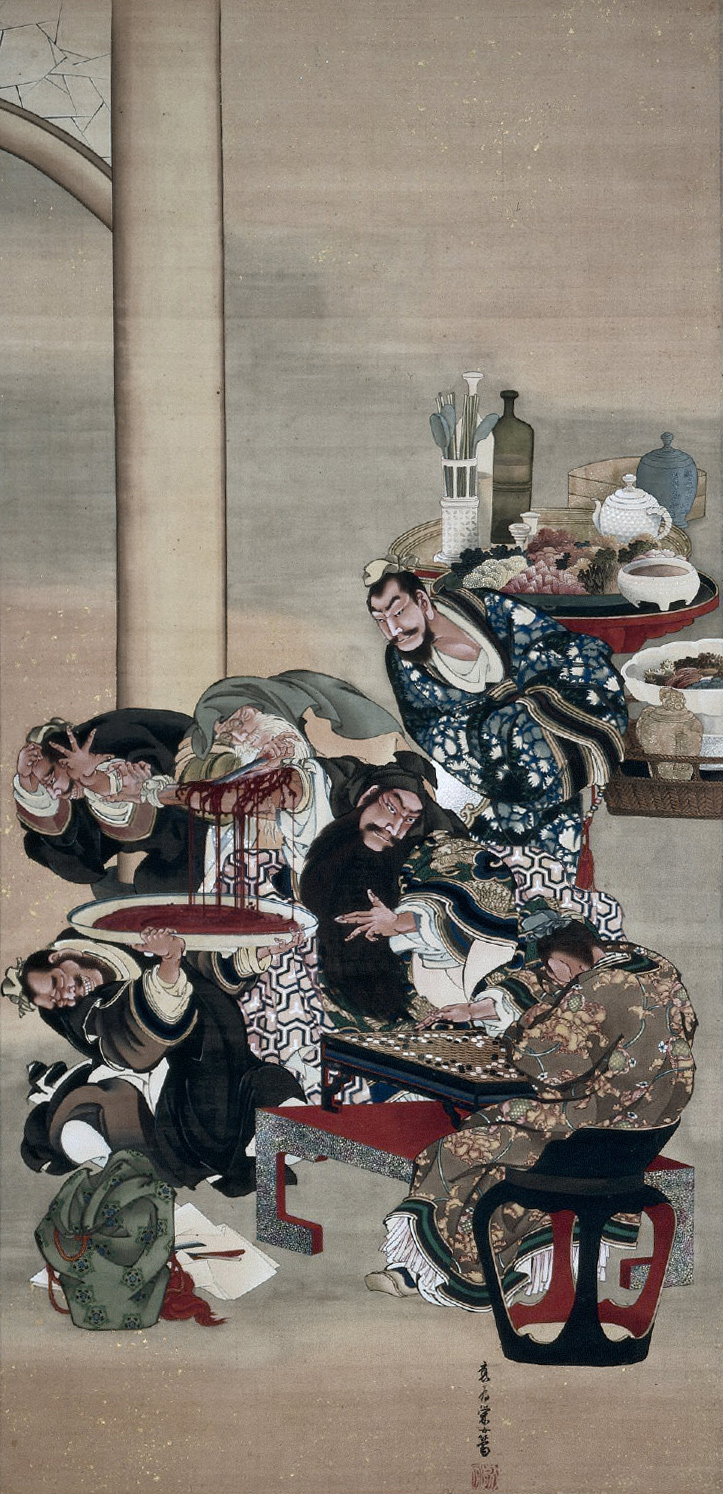
Operatie van de arm van Guanyu

- Duizend jaar uit het leven van Hyakunin isshu Yamato (1829).
- Courtisanes tonen zich aan wandelaars — Ota Memorial Museum

Oi illustreerde tevens de volgende boeken:
- Geïllustreerd handboek voor het dagelijks leven van vrouwen (1847) — Houtsneden. Ravicz-collectie.
- Een beknopt woordenboek van Sencha (1848)

Naast haar werk als tekenaar en schilder maakte Oi ook ikeshi ningyo-poppen, die ze verkocht om geld te verdienen.